# YaCy
YaCy es un motor de búsqueda distribuido y libre que utiliza una red peer-to-peer (P2P) como infraestructura. En 2011 el motor tenía 1400 millones de documentos en su índice, y gestionaba unas 130.000 peticiones de búsquedas al día.
No hay un servidor central de control, en lugar de ello, todos los participantes son iguales. Cualquier nodo de la red puede indexar la red y ser un motor de búsqueda. También puede indexar la navegación del usuario que registra las páginas visitadas (por supuesto, no se indexan las páginas que puedan contener información privada como formularios o las páginas en protocolo https). 
El programa es software libre bajo licencia GPL v2.

## Características
Como es una red Peer-to-peer (P2P), los resultados de las búsquedas no pueden ser censurados, y la confiabilidad está asegurada. El motor de búsqueda no es propiedad de ninguna compañía, no hay publicidad o graduación manipulada. La filosofía es hermana de la que preside Mastodon, Diaspora* y otras plataformas del Fediverso, puesto que son servicios descentralizados alternativos.
Cabe destacar que como es un buscador descentralizado, cuantos más usuarios tengan instalado el programa, mejores resultados se obtienen. La computadora del usuario crea índices y rankings de búsqueda individuales, de modo que con el tiempo los resultados aciertan con lo que el usuario busca.